# Grand Prix de l'industrie et de l'artisanat de Larciano 2016
La 39e édition du Grand Prix de l'industrie et de l'artisanat de Larciano a eu lieu le 6 mars 2016. La course fait partie du calendrier UCI Europe Tour 2016 en catégorie 1.1. C'est également la quatrième épreuve de la Coupe d'Italie de cyclisme sur route 2016.
L'épreuve a été remportée en solitaire par l'Australien Simon Clarke (Cannondale) qui s'impose de 33 secondes devant un trio réglé au sprint par l'Italien Andrea Fedi (Southeast-Venezuela) devant son compatriote Giovanni Visconti (Movistar).

## Présentation

### Équipes
Classé en catégorie 1.1 de l'UCI Europe Tour, le Grand Prix de l'industrie et de l'artisanat de Larciano est par conséquent ouvert aux WorldTeams dans la limite de 50 % des équipes participantes, aux équipes continentales professionnelles, aux équipes continentales et aux équipes nationales.
Dix-sept équipes participent à ce Grand Prix de l'industrie et de l'artisanat de Larciano - sept WorldTeams, huit équipes continentales professionnelles et deux équipes nationales :
| UCI WorldTeams  | UCI WorldTeams | UCI WorldTeams |
| Nom de l'équipe | Pays           | Code           |
| --------------- | -------------- | -------------- |
| Astana          | Kazakhstan     | AST            |
| Cannondale      | États-Unis     | CPT            |
| IAM             | Suisse         | IAM            |
| Katusha         | Russie         | KAT            |
| Lampre-Merida   | Italie         | LAM            |
| Movistar        | Espagne        | MOV            |
| Orica-GreenEDGE | Australie      | OGE            |

| Équipes continentales professionnelles | Équipes continentales professionnelles | Équipes continentales professionnelles |
| Nom de l'équipe                        | Pays                                   | Code                                   |
| -------------------------------------- | -------------------------------------- | -------------------------------------- |
| Androni Giocattoli-Sidermec            | Italie                                 | AND                                    |
| Bardiani CSF                           | Italie                                 | BAR                                    |
| Bora-Argon 18                          | Allemagne                              | BOA                                    |
| Caja Rural-Seguros RGA                 | Espagne                                | CJR                                    |
| Gazprom-RusVelo                        | Russie                                 | GAZ                                    |
| Nippo-Vini Fantini                     | Italie                                 | NIP                                    |
| Novo Nordisk                           | États-Unis                             | TNN                                    |
| Southeast-Venezuela                    | Italie                                 | STH                                    |

| Équipes nationales            | Équipes nationales | Équipes nationales |
| Nom de l'équipe               | Pays               | Code               |
| ----------------------------- | ------------------ | ------------------ |
| Équipe nationale d'Italie     | Italie             | ITA                |
| Équipe nationale du Venezuela | Venezuela          | VEN                |

### Primes
Les vingt prix sont attribués suivant le barème de l'UCI,. Le total général des prix distribués est de 14 477 €.
| Position | 1er     | 2e      | 3e      | 4e    | 5e    | 6e    | 7e    | 8e    | 9e    | 10e à 20e |
| Prix     | 5 785 € | 2 895 € | 1 445 € | 715 € | 580 € | 433 € | 433 € | 287 € | 287 € | 147 €     |

## Classements

### Classement final
| Classement final | Classement final     | Classement final | Classement final            | Classement final   |
|                  | Coureur              | Pays             | Équipe                      | Temps              |
| ---------------- | -------------------- | ---------------- | --------------------------- | ------------------ |
| 1er              | Simon Clarke         | Australie        | Cannondale                  | en 4 h 59 min 45 s |
| 2e               | Andrea Fedi          | Italie           | Southeast-Venezuela         | + 33 s             |
| 3e               | Giovanni Visconti    | Italie           | Movistar                    | + 33 s             |
| 4e               | Rigoberto Urán       | Colombie         | Cannondale                  | + 33 s             |
| 5e               | Francesco Gavazzi    | Italie           | Androni Giocattoli-Sidermec | + 43 s             |
| 6e               | Ramūnas Navardauskas | Lituanie         | Cannondale                  | + 43 s             |
| 7e               | Cesare Benedetti     | Italie           | Bora-Argon 18               | + 43 s             |
| 8e               | Mauro Finetto        | Italie           | Équipe nationale d'Italie   | + 43 s             |
| 9e               | Sergio Pardilla      | Espagne          | Caja Rural-Seguros RGA      | + 43 s             |
| 10e              | Simone Petilli       | Italie           | Lampre-Merida               | + 43 s             |
| modifier         |                      |                  |                             |                    |

### UCI Europe Tour
Ce Grand Prix de l'industrie et de l'artisanat de Larciano attribue des points pour l'UCI Europe Tour 2016, par équipes seulement aux coureurs des équipes continentales professionnelles et continentales, individuellement à tous les coureurs sauf ceux faisant partie d'une équipe ayant un label WorldTeam.
| Position           | 1er | 2e | 3e | 4e | 5e | 6e | 7e | 8e | 9e | 10e | 11e | 12e | 13e à 15e | 16e à 25e |
| Classement général | 125 | 85 | 70 | 60 | 50 | 40 | 35 | 30 | 25 | 20  | 15  | 10  | 5         | 3         |

## Liste des participants
- Liste de départ complète

| Légende | Légende                                                                                               | Légende | Légende                                                    |
| ------- | --- | ------- | ---------------------------------------------------------- |
| Num     | Dossard de départ porté par le coureur sur ce Grand Prix de l'industrie et de l'artisanat de Larciano | Pos     | Position à l'arrivée de la course                          |
|         | Indique un maillot de champion national ou mondial, suivi de sa spécialité                            | NP      | Indique un coureur qui n'a pas pris le départ de la course |
| AB      | Indique un coureur qui n'a pas terminé la course                                                      | HD      | Indique un coureur qui a terminé la course hors des délais |

| Orica-GreenEDGE OGE               | Orica-GreenEDGE OGE       | Orica-GreenEDGE OGE |
| --------------------------------- | ------------------------- | ------------------- |
| Num                               | Coureur                   | Pos                 |
| 1                                 | Adam Yates (GBR)          | 11e                 |
| 2                                 | Simon Gerrans (AUS)       | AB                  |
| 3                                 | Jens Keukeleire (BEL)     | AB                  |
| 4                                 | Rubén Plaza (ESP)         | AB                  |
| 5                                 | Esteban Chaves (COL)      | 14e                 |
| 6                                 | Alexander Edmondson (AUS) | AB                  |
| 7                                 | Christian Meier (CAN)     | AB                  |
| 8                                 | Luke Durbridge (AUS)      | AB                  |
| Directeur sportif : Neil Stephens |                           |                     |

| Bora-Argon 18 BOA                    | Bora-Argon 18 BOA              | Bora-Argon 18 BOA |
| ------------------------------------ | ------------------------------ | ----------------- |
| Num                                  | Coureur                        | Pos               |
| 11                                   | Dominik Nerz (GER)             | AB                |
| 12                                   | Emanuel Buchmann (GER) (Route) | AB                |
| 13                                   | Zakkari Dempster (AUS)         | AB                |
| 14                                   | Silvio Herklotz (GER)          | 50e               |
| 15                                   | Bartosz Huzarski (POL)         | 64e               |
| 16                                   | Michael Schwarzmann (GER)      | AB                |
| 17                                   | Cesare Benedetti (ITA)         | 7e                |
| 18                                   | Lukas Pöstlberger (AUT)        | 60e               |
| Directeur sportif : Steffen Radochla |                                |                   |

| Nippo-Vini Fantini NIP               | Nippo-Vini Fantini NIP     | Nippo-Vini Fantini NIP |
| ------------------------------------ | -------------------------- | ---------------------- |
| Num                                  | Coureur                    | Pos                    |
| 21                                   | Antonio Viola (ITA)        | AB                     |
| 22                                   | Daniele Colli (ITA)        | AB                     |
| 23                                   | Grega Bole (SLO)           | AB                     |
| 24                                   | Pierpaolo De Negri (ITA)   | 33e                    |
| 25                                   | Iuri Filosi (ITA)          | 62e                    |
| 26                                   | Antonio Nibali (ITA)       | 61e                    |
| 27                                   | Eduard-Michael Grosu (ROU) | 41e                    |
| 28                                   | Alessandro Bisolti (ITA)   | 59e                    |
| Directeur sportif : Stefano Giuliani |                            |                        |

| Astana AST                          | Astana AST                    | Astana AST |
| ----------------------------------- | ----------------------------- | ---------- |
| Num                                 | Coureur                       | Pos        |
| 31                                  | Vincenzo Nibali (ITA) (Route) | AB         |
| 32                                  | Valerio Agnoli (ITA)          | 24e        |
| 33                                  | Eros Capecchi (ITA)           | AB         |
| 34                                  | Bakhtiyar Kozhatayev (KAZ)    | AB         |
| 35                                  | Jakob Fuglsang (DEN)          | 63e        |
| 36                                  | Andriy Grivko (UKR)           | AB         |
| 37                                  | Michele Scarponi (ITA)        | 39e        |
| 38                                  | Gatis Smukulis (LAT)          | AB         |
| Directeur sportif : Alexandr Shefer |                               |            |

| Lampre-Merida LAM                 | Lampre-Merida LAM        | Lampre-Merida LAM |
| --------------------------------- | ------------------------ | ----------------- |
| Num                               | Coureur                  | Pos               |
| 41                                | Diego Ulissi (ITA)       | AB                |
| 42                                | Mattia Cattaneo (ITA)    | AB                |
| 43                                | Ilia Koshevoy (BLR)      | AB                |
| 44                                | Sacha Modolo (ITA)       | AB                |
| 45                                | Valerio Conti (ITA)      | AB                |
| 46                                | Manuele Mori (ITA)       | 26e               |
| 47                                | Przemysław Niemiec (POL) | AB                |
| 48                                | Simone Petilli (ITA)     | 10e               |
| Directeur sportif : Orlando Maini |                          |                   |

| IAM                              | IAM                               | IAM |
| -------------------------------- | --------------------------------- | --- |
| Num                              | Coureur                           | Pos |
| 51                               | Marcel Aregger (SUI)              | 55e |
| 52                               | Clément Chevrier (FRA)            | 58e |
| 53                               | Martin Elmiger (SUI)              | 56e |
| 54                               | Jonathan Fumeaux (SUI)            | 21e |
| 55                               | Pirmin Lang (SUI)                 | 35e |
| 56                               | Simon Pellaud (SUI)               | AB  |
| 57                               | Aleksejs Saramotins (LAT) (Route) | AB  |
| 58                               | Marcel Wyss (SUI)                 | 57e |
| Directeur sportif : Mario Chiesa |                                   |     |

| Bardiani CSF BAR                      | Bardiani CSF BAR                 | Bardiani CSF BAR |
| ------------------------------------- | -------------------------------- | ---------------- |
| Num                                   | Coureur                          | Pos              |
| 61                                    | Francesco Manuel Bongiorno (ITA) | 15e              |
| 62                                    | Enrico Barbin (ITA)              | AB               |
| 63                                    | Nicola Boem (ITA)                | AB               |
| 64                                    | Stefano Pirazzi (ITA)            | 27e              |
| 65                                    | Lorenzo Rota (ITA)               | 45e              |
| 66                                    | Alessandro Tonelli (ITA)         | 67e              |
| 67                                    | Luca Sterbini (ITA)              | AB               |
| 68                                    | Simone Andreetta (ITA)           | 74e              |
| Directeur sportif : Roberto Reverberi |                                  |                  |

| Katusha KAT                       | Katusha KAT                 | Katusha KAT |
| --------------------------------- | --------------------------- | ----------- |
| Num                               | Coureur                     | Pos         |
| 71                                | Ángel Vicioso (ESP)         | AB          |
| 72                                | Maxim Belkov (RUS)          | AB          |
| 73                                |                             |             |
| 74                                | Sergey Chernetskiy (RUS)    | 18e         |
| 75                                | Tiago Machado (POR)         | 22e         |
| 76                                | Matvey Mamykin (RUS)        | 54e         |
| 77                                | Egor Silin (RUS)            | AB          |
| 78                                | Jurgen Van den Broeck (BEL) | AB          |
| Directeur sportif : Claudio Cozzi |                             |             |

| Gazprom-RusVelo GAZ                | Gazprom-RusVelo GAZ       | Gazprom-RusVelo GAZ |
| ---------------------------------- | ------------------------- | ------------------- |
| Num                                | Coureur                   | Pos                 |
| 81                                 | Alexandr Kolobnev (RUS)   | AB                  |
| 82                                 | Sergey Firsanov (RUS)     | 68e                 |
| 83                                 | Artem Nych (RUS)          | 53e                 |
| 84                                 | Artem Ovechkin (RUS)      | 69e                 |
| 85                                 | Ivan Savitskiy (RUS)      | 52e                 |
| 86                                 | Alexander Foliforov (RUS) | 34e                 |
| 87                                 | Andrey Solomennikov (RUS) | 17e                 |
| 88                                 | Ildar Arslanov (RUS)      | 48e                 |
| Directeur sportif : Michele Devoti |                           |                     |

| Novo Nordisk TNN                      | Novo Nordisk TNN         | Novo Nordisk TNN |
| ------------------------------------- | ------------------------ | ---------------- |
| Num                                   | Coureur                  | Pos              |
| 91                                    | Stephen Clancy (IRL)     | AB               |
| 92                                    | Kevin De Mesmaeker (BEL) | 51e              |
| 93                                    | Joonas Henttala (FIN)    | 46e              |
| 94                                    | David Lozano (ESP)       | AB               |
| 95                                    | Javier Mejías (ESP)      | AB               |
| 96                                    | Charles Planet (FRA)     | 49e              |
| 97                                    | Scott Ambrose (NZL)      | AB               |
| 98                                    | Martijn Verschoor (NED)  | AB               |
| Directeur sportif : Massimo Podenzana |                          |                  |

| Southeast-Venezuela STH            | Southeast-Venezuela STH | Southeast-Venezuela STH |
| ---------------------------------- | ----------------------- | ----------------------- |
| Num                                | Coureur                 | Pos                     |
| 101                                | Filippo Pozzato (ITA)   | 73e                     |
| 102                                | Matteo Busato (ITA)     | AB                      |
| 103                                | Andrea Fedi (ITA)       | 2e                      |
| 104                                | Daniel Martínez (COL)   | AB                      |
| 105                                | Enrique Sanz (ESP)      | AB                      |
| 106                                | Julen Amézqueta (ESP)   | 42e                     |
| 107                                | Mirko Trosino (ITA)     | AB                      |
| 108                                | Manuel Belletti (ITA)   | 30e                     |
| Directeur sportif : Luca Amoriello |                         |                         |

| Androni Giocattoli-Sidermec AND     | Androni Giocattoli-Sidermec AND | Androni Giocattoli-Sidermec AND |
| ----------------------------------- | ------------------------------- | ------------------------------- |
| Num                                 | Coureur                         | Pos                             |
| 111                                 | Franco Pellizotti (ITA)         | 20e                             |
| 112                                 | Francesco Gavazzi (ITA)         | 5e                              |
| 113                                 | Egan Bernal (COL)               | 12e                             |
| 114                                 | Daniele Ratto (ITA)             | AB                              |
| 115                                 | Mirko Selvaggi (ITA)            | 36e                             |
| 116                                 | Alessio Taliani (ITA)           | 47e                             |
| 117                                 | Rodolfo Torres (COL)            | 25e                             |
| 118                                 | Davide Viganò (ITA)             | AB                              |
| Directeur sportif : Giovanni Ellena |                                 |                                 |

| Caja Rural-Seguros RGA CJR                | Caja Rural-Seguros RGA CJR | Caja Rural-Seguros RGA CJR |
| ----------------------------------------- | -------------------------- | -------------------------- |
| Num                                       | Coureur                    | Pos                        |
| 121                                       | Jaime Rosón (ESP)          | 28e                        |
| 122                                       | Sergio Pardilla (ESP)      | 9e                         |
| 123                                       | Héctor Sáez (ESP)          | AB                         |
| 124                                       | Lluís Mas (ESP)            | 29e                        |
| 125                                       | Peio Bilbao (ESP)          | 19e                        |
| 126                                       | José Gonçalves (POR)       | AB                         |
| 127                                       | Domingos Gonçalves (POR)   | AB                         |
| 128                                       | Ricardo Vilela (POR)       | 23e                        |
| Directeur sportif : José Miguel Fernández |                            |                            |

| Movistar MOV                            | Movistar MOV            | Movistar MOV |
| --------------------------------------- | ----------------------- | ------------ |
| Num                                     | Coureur                 | Pos          |
| 131                                     | Giovanni Visconti (ITA) | 3e           |
| 132                                     | Jorge Arcas (ESP)       | 70e          |
| 133                                     | Antonio Pedrero (ESP)   | 72e          |
| 134                                     | Rory Sutherland (AUS)   | AB           |
| 135                                     | Dayer Quintana (COL)    | 71e          |
| 136                                     | Marc Soler (ESP)        | AB           |
| 137                                     | Jasha Sütterlin (GER)   | AB           |
| 138                                     | Francisco Ventoso (ESP) | 37e          |
| Directeur sportif : José Luis Jaimerena |                         |              |

| Cannondale CPT                       | Cannondale CPT             | Cannondale CPT |
| ------------------------------------ | -------------------------- | -------------- |
| Num                                  | Coureur                    | Pos            |
| 141                                  | Rigoberto Urán (COL)       | 4e             |
| 142                                  | Simon Clarke (AUS)         | 1er            |
| 143                                  | Davide Formolo (ITA)       | 13e            |
| 144                                  | Kristjan Koren (SLO)       | 65e            |
| 145                                  | Nathan Brown (USA)         | 16e            |
| 146                                  | Moreno Moser (ITA)         | 40e            |
| 147                                  | Ramūnas Navardauskas (LTU) | 6e             |
| 148                                  | Davide Villella (ITA)      | 32e            |
| Directeur sportif : Bingen Fernández |                            |                |

| Équipe nationale d'Italie ITA      | Équipe nationale d'Italie ITA | Équipe nationale d'Italie ITA |
| ---------------------------------- | ----------------------------- | ----------------------------- |
| Num                                | Coureur                       | Pos                           |
| 151                                | Rinaldo Nocentini (ITA)       | AB                            |
| 152                                | Edoardo Affini (ITA)          | AB                            |
| 153                                | Oliviero Troia (ITA)          | 66e                           |
| 154                                | Davide Ballerini (ITA)        | 38e                           |
| 155                                | Edward Ravasi (ITA)           | AB                            |
| 156                                | Marco Tecchio (ITA)           | AB                            |
| 157                                | Mauro Finetto (ITA)           | 8e                            |
| 158                                | Nicola Bagioli (ITA)          | 31e                           |
| Directeur sportif : Marino Amadori |                               |                               |

| Équipe nationale du Venezuela VEN      | Équipe nationale du Venezuela VEN | Équipe nationale du Venezuela VEN |
| -------------------------------------- | --------------------------------- | --------------------------------- |
| Num                                    | Coureur                           | Pos                               |
| 161                                    | Miguel Ubeto (VEN)                | AB                                |
| 162                                    | Yonder Godoy (VEN)                | 43e                               |
| 163                                    | Enrique Díaz (VEN)                | AB                                |
| 164                                    |                                   |                                   |
| 165                                    | Xavier Quevedo (VEN)              | 44e                               |
| 166                                    | Jonathan Monsalve (VEN)           | AB                                |
| 167                                    |                                   |                                   |
| 168                                    |                                   |                                   |
| Directeur sportif : Giuseppe Di Fresco |                                   |                                   |